# Église Saint-François-Xavier (Manhattan)
Pour les articles homonymes, voir Église Saint-François-Xavier.

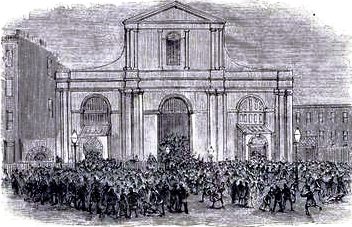
Le site d'origine de l'église Saint François Xavier telle qu'elle était le soir du 8 mars 1877 lorsqu'elle fut le théâtre d'une grande panique

L’église Saint François Xavier est une église catholique romaine de Manhattan, située au 30–36 West 16th Street, entre la Cinquième Avenue et la Sixième Avenue du quartier historique de Flatiron District dans l'arrondissement de Manhattan, à New York.

## Histoire
L'église d'origine a été fondée en 1851 par des jésuites du village de Fordham , . Son sanctuaire d'origine, conçu par William Rodrigue, a été le théâtre d'une panique le 8 mars 1877 lorsque quelqu'un a crié "Fire!" dans l'église pendant une messe; sept personnes sont mortes. Cette église a été démolie en 1878.

### Architecture
La pierre angulaire de la nouvelle église a été posée en mai 1878 sur un terrain immédiatement à l'ouest de l'ancienne église. Construite pendant quatre ans, l'église actuelle est en service depuis 1882. Conçue par l'architecte d'origine irlandaise Patrick Charles Keely dans un style "basilique romaine", - l'église a un extérieur néo-baroque  avec une façade de granit gris bleuâtre extrait de Monson (Massachusetts)  . L'entrée principale est abritée par un portique à pignon. Les vitraux de style préraphaélite  sont des frères Morgan, collaborateurs fréquents de Keely. L'église a été consacrée par l'archevêque Michael Corrigan le 3 décembre 1882 .
Une campagne pour la restauration et la préservation de l'église a commencé en 2001 et s'est terminée en 2010 sous la direction d' EverGreene Architectural Arts et de Thomas A. Fenniman, architecte .

## Culture populaire
L'église a été présentée dans le film de 2014 John Wick, servant de façade pour la foule russe.